# Steffiana de la Cruz
Stephanie Anna Zantua, mer känd under sitt artistnamn Steffiana de la Cruz, född 28 augusti 1974 i Filippinerna, är en filippinsk-amerikansk modell och skådespelare.
Cruz gjorde fyra gästframträdande i Kungen av Queens, där också hennes make Kevin James medverkade. De två gifte si 2004.
Hon medverkade även i Snuten i varuhuset som "kund" och även här medverkade hennes make, Kevin James.
2011 medverkade hon i filmen Zookeeper som "Robin".